# Richard Plant Bower
Richard Plant Bower (* 1. März 1905 in Kansas City, Missouri; † 1996) war ein kanadischer Botschafter.

## Leben
Die Eltern von Richard Plant Bower waren Mabel Truas Hamm und Thomas Toefiled. Er besuchte die Model School und die Kelvin Technical Highschool in Winnipeg und die University of Manitoba bis 1924. Er heiratete am 27. August 1931 Barbara Helen Monteigh. Ihre Kinder waren Barbara Anne, Marilyn Diane, Robert Barry. Er arbeitete in der Papierindustrie. Richard Plant Bower trat 1926 in den auswärtigen Dienst. Er war in den Niederlanden als Handelskommissar akkreditiert. In der Folge war er in Niederländisch Ostindien, Neuseeland, Australien, Neufundland das damals unabhängig im Commonwealth war und im Vereinigten Königreich akkreditiert. Als er 1956 zum Botschafter in Venezuela ernannt wurde, wechselte er von der Abteilung Industrie der Gewerbe und Handelsministeriums zum Außenministerium.
Ab 1971 war Richard Plant Bower Direktor der Trans Caribbean Shipping Ltd.
| Vorgänger              | Amt                                                                           | Nachfolger                    |
| ---------------------- | ----------------------------------------------------------------------------- | ----------------------------- |
| Harry Leslie Brown     | kanadischer Botschafter in Caracas 26. April 1956 bis 22. September 1958      | Joseph Louis Eugène Couillard |
| Louis Phillippe Picard | kanadischer Botschafter in Buenos Aires 2. November 1959 bis 4. Dezember 1962 | Léon Mayrand                  |
| —                      | kanadischer Botschafter in Asuncion 5. Juli 1962 bis 4. Dezember 1962         | Léon Mayrand                  |
| Charles Blair Birkett  | kanadischer Botschafter in Montevideo 26. April 1961 bis 4. Dezember 1962     | Joseph François Xavier Houde  |
| William Frederick Bull | kanadischer Botschafter in Tokio 18. März 1963 bis 4. Mai 1966                | Herbert Owen Moran            |
| —                      | kanadischer Botschafter in Seoul 11. November 1964 bis 4. Mai 1966            | Herbert Owen Moran            |
| John Kennett Starnes   | kanadischer Botschafter in Bonn 14. Juli 1966 bis 13. Februar 1970            | Gordon Gale Crean             |